# مينورو هارا
مينورو هارا (باليابانية: 原實؛ بالكانا: はら みのる) هو كاتب ومدرس ياباني، ولد في 9 سبتمبر 1930 في طوكيو في اليابان.